# Cité du Lignon

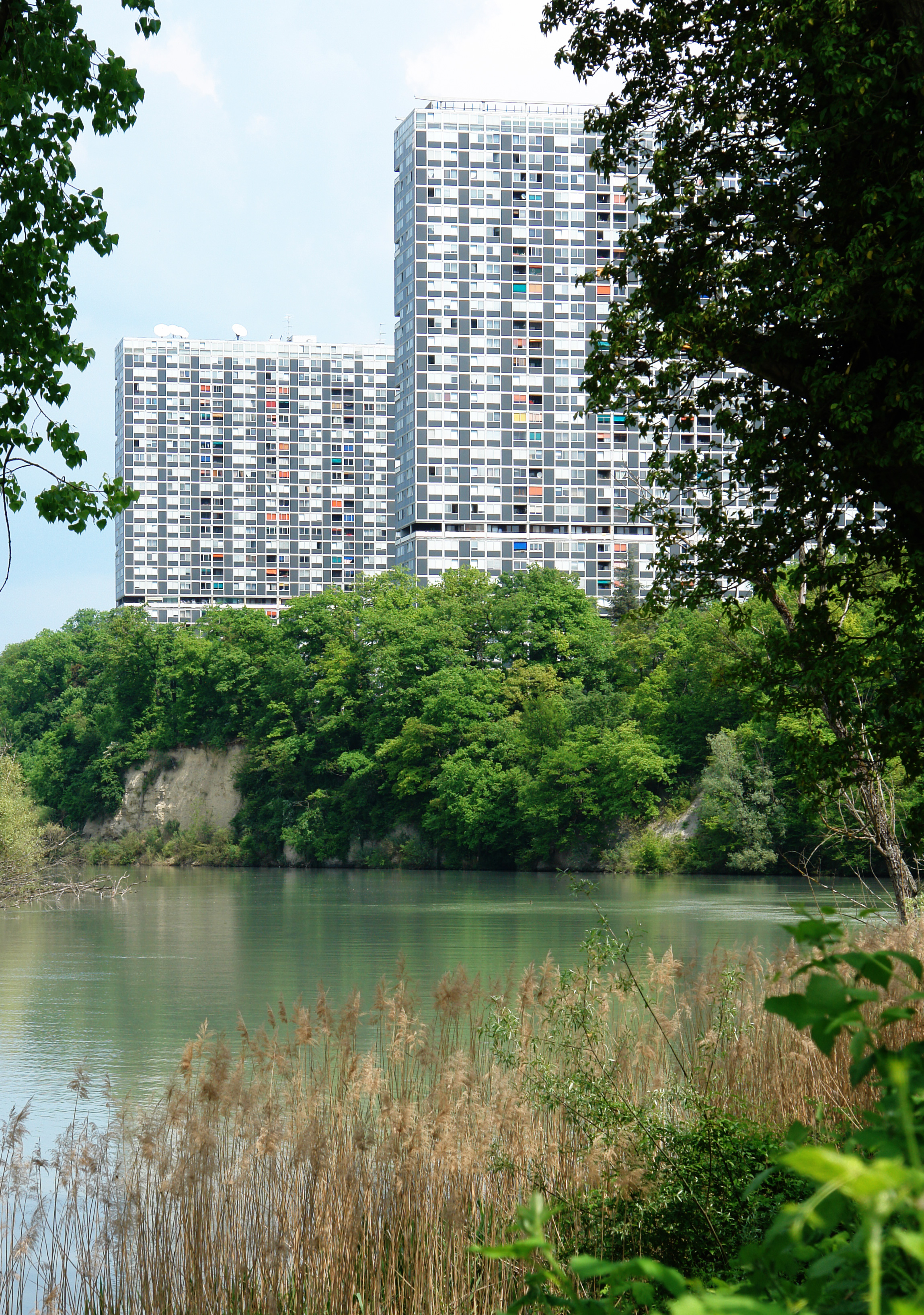
Die Scheibenhochhäuser über der Rhoneklippe

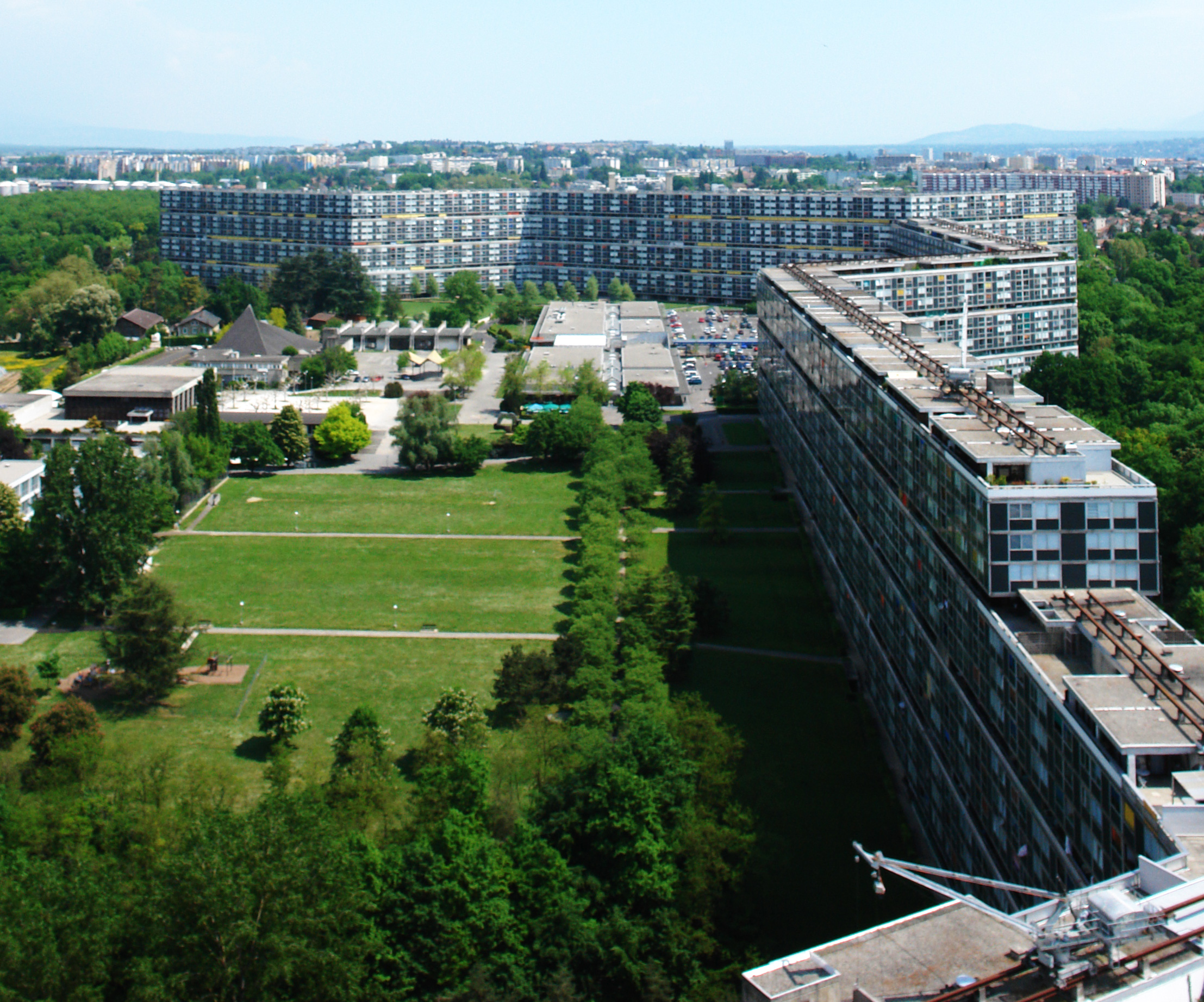
Das Wohnungsband. Grösste Länge ca. 980 m.

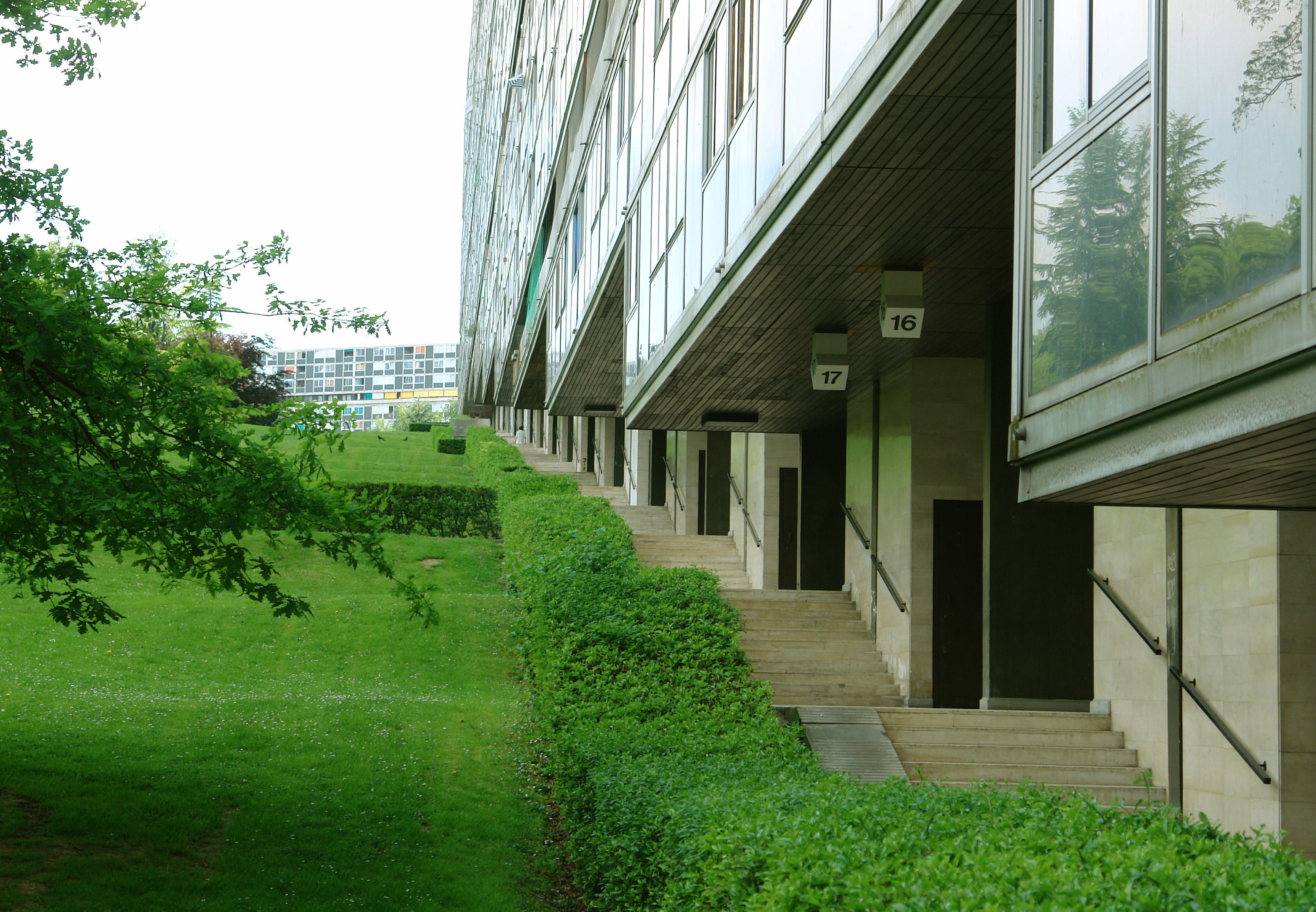
Die Abtreppung im Gelände

Die Cité du Lignon (auch Cité Le Lignon) ist eine Grosssiedlung in der Schweizer Gemeinde Vernier, einem westlichen Vorort von Genf, 1962–1971 erbaut nach Plänen von Georges Addor.

## Baubeschreibung
In der weiten Rhoneschleife unterhalb von Genf erhebt sich das längste Wohnhaus der Schweiz – ausgebildet als über ein Kilometer langer, verzweigter Polygonzug. Das auf dem Hügel neungeschossige Gebäude gewinnt im Verlauf der Rhone weitere sechs Geschosse hinzu. Dort bildet dieser Riegel mit zwei weiteren Scheibenhochhäusern von 29 und 34 Geschossen einen offenen Platz. Ursprünglich für 10'000 Bewohner der Mittelschicht konzipiert, beherbergt es heute ca. 5700 Mieter.

## Planungsgeschichte und städtebaulicher Hintergrund
Nachdem viele – auch radikale – Umgestaltungsversuche der städtebaulichen Situation Genfs gescheitert waren, wurde Ende der 1950er-Jahre nach dem Gesetz über die Entwicklung der städtischen Agglomerationen (Loi sur le développement des agglomérations urbaines, LDAU) das Umland mit Siedlungen für bis zu 30'000 Einwohner beplant. An dieser Entwicklung war Addor strategisch (mit einem Rahmenplan, den er zusammen mit Honegger Frères und dem Stadtplanungsamt, André Marais, entwickelte) und mit einigen Grosssiedlungen auch praktisch beteiligt.